# Mp3tag
Mp3tag ist ein Tag-Editor für Microsoft Windows und Apple macOS, der von Florian Heidenreich seit 1999 entwickelt und angeboten wird. Das Programm unterstützt in erster Linie das Bearbeiten von Metadaten in Audioformaten, darüber hinaus sind Funktionen zur Verwaltung von Musikbibliotheken enthalten.

## Funktionen
Mp3tag unterstützt die meisten gängigen Audioformate, darunter AAC, ALAC, APE, FLAC, MP3, MP4, MPC, OGG, OFR, OFS, SPX, TAK, TTA, WV und WMA. Dabei werden je nach Audioformat die Tag-Formate ID3 (ID3v1, ID3v2), APE, Vorbis comment und MP4 verwendet.
Das Programm bietet eine einheitliche Oberfläche für alle Formate und erlaubt die Definition beliebiger Tag-Felder, die auch in der anpassbaren Benutzungsoberfläche angezeigt werden können. Bei der Ein- und Ausgabe wird das Zeichenformat Unicode unterstützt.
Neben der manuellen Eingabe der Metadaten wird auch die Abfrage von Online-Datenbanken (Amazon, Discogs, freedb, MusicBrainz) angeboten, die durch benutzerdefinierte Skripte erweitert werden kann.
Mp3tag bietet eine Reihe von Aktionen, die auf Dateinamen und Tags angewendet und in wieder abrufbaren Gruppen zusammengefasst werden können. Beispiele für solche Aktionen sind das Ändern von Dateinamen nach definierten Mustern, Importieren von Tags und Albumcovern, Ersetzen von Zeichen und Wörtern (auch mit regulären Ausdrücken) und das Ändern der Groß-/Kleinschreibung.

## Geschichte
Die erste Version von Mp3tag (v0.80) wurde am 24. Mai 2000 nach mehrmonatiger Entwicklungszeit veröffentlicht. Nach Angaben des Entwicklers lag die Grundmotivation für die Entwicklung des Programms in den eingeschränkten Möglichkeiten zur Bearbeitung von Metadaten in dem damals weitverbreiteten Mediaplayer Winamp.
Bis zur Version 1.80 unterstützte Mp3tag ausschließlich das Audioformat MP3 mit ID3v1, mit Version 2.00 wurde im Sommer 2002 nach einer langen Beta-Phase die Unterstützung für ID3v2 eingeführt. Im September 2002 wurde mit der Unterstützung von Ogg Vorbis die interne Architektur von Mp3tag auf beliebige Audioformate erweitert. In relativ kurzen Abständen wurde nun die Unterstützung für weitere Audioformate eingeführt.
Im Januar 2004 wurde die Syntax für die zum Umbenennen, zum Export und Import verwendeten einstelligen Platzhalter (z. B. %A für Album) auf mehrstellige Platzhalter (z. B. %album% für Album) geändert, sodass nun beliebige Metadaten-Felder unterstützt wurden. Diese neue Syntax war von der im Medienabspielprogramm foobar2000 verwendeten inspiriert.
Im Januar 2005 wurde mit dem Web Sources Framework eine Infrastruktur geschaffen, die den Import von Metadaten von beliebigen Online-Datenbanken erlaubt. Um diese Infrastruktur hat sich im Laufe der Jahre eine Community entwickelt, die benutzerdefinierte Skripte im programmeigenen Internetforum zur Verfügung stellt und weiterentwickelt.
Im Oktober 2005 wurde die Architektur auf die Verwendung vom Zeichenformat Unicode umgestellt und damit die anfänglich vorhandene Unterstützung für Windows 95, Windows 98 und Windows ME beendet. Im Zuge dessen wurde auch die bisher zum Lesen und Schreiben von ID3v2-Tags verwendete Bibliothek id3lib durch eine Eigenimplementierung mit Unicode- und ID3v2.4-Unterstützung ersetzt.
Im Februar 2008 wurde die Unterstützung für Windows NT und Windows 2000 beendet, im Januar 2021 die Unterstützung für Windows XP und Windows Vista. Die jeweils letzten Programmversionen für die nicht mehr unterstützten Betriebssysteme – Version 2.32 für Windows 95, 98 und ME sowie Version 2.39 für Windows NT und 2000 und 3.05 für Windows XP und Vista – sind weiterhin über die Website erhältlich.
Seit der im Mai 2022 erschienenen Version 3.15 unterstützt Mp3tag neben der CPU-Architektur x86 zusätzlich die Architektur x64 für Windows 7, 8, 8.1, 10 und 11.

## Auszeichnungen
Über die Jahre erhielt die Software in vielen internationalen Downloadportalen sehr positive Kundenbewertungen.
Am 16. Oktober 2009 wurde Mp3tag in Wiesbaden zur „Software des Jahres 2009“ in der Kategorie Freeware des Softwareportals Softwareload der Deutschen Telekom gekürt. Bei diesem Publikumspreis haben sich über 400.000 Internetnutzer an der Abstimmung beteiligt.